# Jean-Baptiste Grosier
Jean-Baptiste Gabriel Alexandre Grosier (Saint-Omer, 1743. március 17. – Párizs, 1823. december 8.) francia abbé, iró, újságíró, irodalomkritikus, sinológus.

## Élete és munkássága

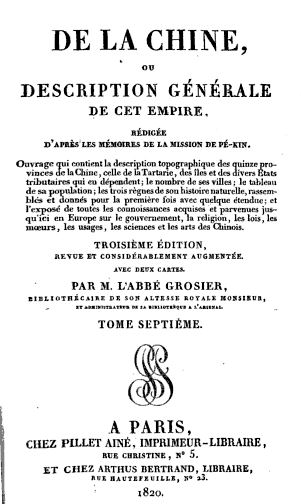
Jean-Baptiste Grosier műve, De la Chine (1820)

Jean-Baptiste Grosier a jezsuitáknál részesült képzésben, majd 1761-ben csatlakozott a rendhez. Ezzel egyidőben Franciaország egyik legpatinásabb irodalmi lapjánál, a Mercure de France-nál írói, újságírói karrierje is korán elindult. A jezsuita rendből kilépve elsősorban az írásnak szentelte életét. Negyven éven át tanulmányozta a kínai művészeteteket és irodalmat. A mennyei birodalomról írt átfogó monográfiája összesen 8 kötetben jelent meg. Forrásai a kínai missziót teljesítő jezsuiták hazaküldött jelentései és beszámolói voltak.
Később további cikkei jelentek meg a Gazette de France folyóiratban is.
A  l’Histoire de la Chine című műve életében nem jelenhetett meg. 1810-ben anyagi okok miatt elvállalta az Arsenal könyvtár segédkönytárosi állását, 1817-ben a könyvtár kurátora, később igazgatója lett.

## Munkái
- Le Monde des anciens Chinois, Genève; Paris, Minerva, 1989
- Les Chinois, Paris, Solar, 1981
- Atlas général de la Chine pour servir à la description générale de cet empire, Paris, Moutard, 1785
- Description générale de la Chine, ou Tableau de l'état actuel de cet empire, Paris, Moutard, 1785

## Fordítás
- Ez a szócikk részben vagy egészben  a   Jean-Baptiste Grosier című francia Wikipédia-szócikk ezen változatának fordításán alapul.  Az eredeti cikk szerkesztőit annak laptörténete sorolja fel. Ez a jelzés csupán a megfogalmazás eredetét és a szerzői jogokat jelzi, nem szolgál a cikkben szereplő információk forrásmegjelöléseként.